# Eiji Maruyama
Eiji Maruyama (jap. 丸山 詠二 Maruyama Eiji; ur. 23 października 1930, zm. 24 września 2015) – japoński aktor głosowy. Był związany z Arts Vision.

## Wybrana filmografia

### Seriale anime
- 1993: Sailor Moon R jako Mędrzec
- 2003: Ashita no Nadja jako Duke Preminger
- 2007: Yes! Pretty Cure 5 jako Bloody

### Tokusatsu
- 1992: Kyōryū Sentai Zyuranger jako Shugojū Tyranozaur, Daijūjin i Gōryūjin
- 2005: Kamen Rider: The First jako Doktor Shinigami